# Eduardo Saiegh
Eduardo Ezra Saiegh  (Buenos Aires, 28 de enero de 1937-Buenos Aires, 19 de junio de 2022) fue un arquitecto argentino de origen hebreo, especializado en arquitectura social, realizador, empresario y desarrollador de arquitectura social y financiera. 
Además del ejercicio de su profesión, en el campo del derecho y lo judicial, junto a la Secretaría de Derechos Humanos de la Nación que intervino judicialmente reconociendo el delito de lesa humanidad en nombre del Estado Nacional, llevó adelante una querella penal por crímenes de lesa humanidad contra los jefes civiles de la dictadura cívico-militar argentina, cometidos contra su persona, con el objetivo de desapoderarlo del Banco Latinoamericano de Inversión -BLA-, del que alega seguir siendo propietario.
Habiendo estado en 1980 primero secuestrado y torturado durante la dictadura como persona física, luego de poder negociar su vida con los sicarios, "La banda de los comisarios", que según Saiegh respondía al BCRA, demanda la devolución del BLA.
La Cámara de Casación Federal Penal declaró su caso como crimen de lesa humanidad por lo que reclama una reparación económica por parte del Banco Central de la República Argentina y del Estado Nacional.
Ha formulado denuncia ante la CIDH en el 2003 y luego en el 2010.
Es titular del Estudio Arqt. Eduardo E. Saiegh y Asociados y fundó y presidió desde 1978 la Fundación para la Integración Latinoamericana -FIL-www.filfundacion.org (enlace roto disponible en Internet Archive; véase el historial, la primera versión y la última). También es titular de FLIDES "Fondo fiduciario latinoamericano de inversión y desarrollo económico social.

## Arquitectura social
Es el urbanismo y arquitectura que prioricen la calidad de vida como el objetivo fundamental que debe resolver cualquier propuesta edilicia que se plantea al ser humano como destinatario de la misma. Tan importante como la ecología de los espacios naturales lo es la ecología de los espacios privados de la familia y aún más la ecología y el bienestar interno y propio de cada ser humano.
El equilibrio armónico de estos tres Eco-Sistemas satisfaciendo las necesidades básicas tanto materiales como espirituales de la persona, le brinda al Ser Humano un real estado de bienestar, no ya una simple sensación.
Dentro de esta concepción se encuadraron los diferentes y diversos proyectos habitacionales que desarrolló el Estudio, y en especial en el Sistema VIDA– Viviendas y Desarrollo Ambiental-, como modelo comunitario social – arquitectónico de integración y participación, a partir del estudio y desarrollo del IBH – Índice del Bienestar Humano – que llevó a cabo el Estudio, concluyendo en una síntesis de la propuesta con una proyecto de vanguardia a nivel internacional con el BarrioVerdeUrbano, como expresión cabal de una arquitectura social de cara al siglo XXI.

## Banco Latinoamericano de Inversión S.A.
En 1975 Saiegh creó el Banco Latinoamericano de Inversión (BLA), del que era accionista mayoritario y ocupó el cargo de vicepresidente ejecutivo, integrando el capital accionario exigido de 6 millones de dólares en el Bco. Central de la R. Argentina BCRA. En base a una denuncia anónima sin intervención judicial alguna, el 31 de octubre de 1980, Eduardo Saiegh fue  detenido por la División Bancos de la Policía Federal - según Saiegh, por "la banda de los comisarios", permaneciendo en esa situación durante 7 días, siendo objeto de torturas en la sede del Banco Nación. Según su testimonio, querían perfeccionar la estatización de la empresa Austral L.A., siendo su principal acreedor privado el BLA, por siete millones de dólares, y como garantía, los accionistas privados -entre ellos William Reynal, primo de Alejandro Reynal (vicepresidente del BCRA)-, entregaron en caución los títulos de la empresa. Saiegh fue liberado el 6 de noviembre luego de negociar su vida con quienes lo secuestraron, mientras que la liquidación del banco se terminó de concretar en enero de 1981, a pesar de tener 4 compradores en firme por la suma de 35 millones de dólares, entre ellos Price Waterhouse, y aunque hacen las oferta de compra en firme, son desviados por Alejandro Reynal y termina cada uno comprando otro banco, para poder pedirle a Saiegh la autoliquidación voluntaria y poder liquidarlo ilegalmente.

## Querella penal
En 1982 Saiegh inició una causa penal por extorsión y desapoderamiento y en 2009 por delitos de lesa humanidad y antisemitismo.
En 2009, el juez español Baltasar Garzón consideró el caso como de Terrorismo de Estado. En 2011, el gobierno de Argentina creó la Unidad Especial de Investigación de Delitos de Lesa Humanidad con Motivación Económica, y la Secretaría de Derechos Humanos de la Nación en nombre del estado Nacional pasa a ser co-querellante en la misma causa, que es llevada adelante por la jueza federal María Servini de Cubría, luego de que la Cámara Federal apartara a Daniel Rafecas y al fiscal Carlos Rívolo por incompetencia. A finales de 2012, un fallo de la Sala 2 de la Cámara Federal citó un dictamen del fiscal federal Eduardo Taiano, quien había afirmado en un extenso dictamen que, luego de la anulación de la Ley de Obediencia Debida y Ley de Punto Final, surgían nuevos elementos que permitían sostener que el caso en cuestión se trata de delitos de lesa humanidad, proceso que concluyó  con la reapertura de la causa.
En esta nueva denuncia se afirmó que el secuestro de Saiegh "tenía como trasfondo un ataque sistemático y generalizado contra empresarios, en gran parte miembros de la comunidad judía, con el objetivo de hacerse de sus bienes mediante coacciones y secuestros". La Sala 2 de la Cámara Nacional de Apelaciones en lo Criminal y Correccional Federal ordenó profundizar la pesquisa con nuevos elementos aportados, entre ellos, la denuncia contra el exdictador Jorge Rafael Videla, su ministro de Economía José Alfredo Martínez de Hoz, Alejandro Reynal y varios jefes policiales identificados.
En el año 2020 la CIDH a raíz de denuncias del año 2003, invitó al Estado Nacional al Programa de Soluciones Amistosas-PSA- sin que aceptara, por lo que nuevamente en febrero de 2021  abrió el caso con el Nº 14.394 y volvió a proponer al gobierno argentino la aplicación del PSA para Saiegh para evitar llegar a los Tribunales de Costa Rica, la Cancilleria solicitó ampliación de plazo y cuando venció el mismo sin respuesta el caso para que la Comisión lo analice para su envío al Tribunal de Costa Rica.